# Artyom Vaszjunyin
Artyom Vaszjunyin (ungarisch Vaszjunyin Artyom, ukrainisch Артем Васюнін Artem Wasjunin; * 26. Januar 1984 in Kiew, Ukrainische SSR) ist ein ungarisch-ukrainischer Eishockeyspieler, der seit 2014 beim Debreceni HK in der MOL Liga unter Vertrag steht.

## Karriere
Artyom Vaszjunyin begann seine Karriere als Eishockeyspieler in der Jugend von Alba Volán Székesfehérvár, für dessen Profimannschaft er von 2000 bis 2002 in der Ungarischen Eishockeyliga aktiv war. Anschließend spielte er je eine Spielzeit lang für deren Ligarivalen Ferencvárosi TC und Dunaferr SE Dunaújváros, wobei er in der Saison 2003/04 mit Dunaferr Vizemeister, sowie Pokalsieger wurde. Daraufhin kehrte der gebürtige Ukrainer zu Alba Volán Székesfehérvár zurück, für das er in den folgenden sieben Jahren in der ungarischen Eishockeyliga sowie ab 2007 parallel in der Österreichischen Eishockey-Liga auf dem Eis stand. Mit Alba Volán wurde er in allen seinen sieben Spielzeiten jeweils Ungarischer Meister.
Zur Saison 2011/12 kehrte Vaszjunyin zu seinem Ex-Klub Dunaújvárosi Acélbikák aus der MOL Liga zurück. Nachdem er die Spielzeit 2013/14 wieder beim Ferencvárosi TC verbracht hatte, schloss er sich 2014 dem Debreceni HK an, der ebenfalls in der MOL Liga spielt.

### International
Für Ungarn nahm Vaszjunyin im Juniorenbereich an der U20-Weltmeisterschaft der Division I 2004 teil. Im Seniorenbereich stand er im Aufgebot seines Landes bei den Weltmeisterschaften der Division I 2007 und 2008 sowie der Top-Division 2009. Zudem spielte er im November 2008 und im Februar 2009 bei den Qualifikationsturnieren für die Olympischen Winterspiele in Vancouver 2010. Anschließend kam er noch bis 2012 zu weiteren Einsätzen in der ungarischen Nationalmannschaft, ohne jedoch für weitere Turniere nominiert zu werden.

## Erfolge und Auszeichnungen
| - 2004 Ungarischer Vizemeister mit Dunaferr SE Dunaújváros - 2004 Ungarischer Pokalsieger mit Dunaferr SE Dunaújváros - 2005 Ungarischer Meister mit Alba Volán Székesfehérvár - 2006 Ungarischer Meister mit Alba Volán Székesfehérvár - 2007 Ungarischer Meister mit Alba Volán Székesfehérvár - 2008 Ungarischer Meister mit Alba Volán Székesfehérvár | - 2009 Ungarischer Meister mit Alba Volán Székesfehérvár - 2010 Ungarischer Meister mit Alba Volán Székesfehérvár - 2011 Ungarischer Meister mit Alba Volán Székesfehérvár - 2013 Ungarischer Meister mit Dunaújvárosi Acélbikák - 2013 Gewinn der MOL Liga mit Dunaújvárosi Acélbikák |

### International
- 2008 Aufstieg in die Top-Division bei der Weltmeisterschaft der Division I

## ÖEHL-Statistik
(Stand: Ende der Saison 2010/11)

## Familie
Artyom Vaszjunyins Vater ist der ehemalige sowjetische Eishockeyspieler Oleg Wasjunin, der in den 1980er Jahren als Abwehrspieler für den HK Sokol Kiew im Einsatz war. Oleg Wasjunin wanderte mit seiner Familie nach Ungarn aus, wo er seine aktive Karriere beendete.